# Kadawatha
Kadawatha, (tamoul : கடவத்தை; singhalais : කඩවත), est une ville du Sri Lanka, située dans la banlieue de Colombo.
Avant la période de colonisation britannique, Kadawatha était la porte d'entrée du royaume de Mahanuwara.